# Endotricha
Endotricha é um gênero de mariposa pertencente à família Crambidae.